# Три ікси
«Три ікси» (англ. xXx) — американський бойовик 2002 року, знятий Робом Коеном. У головних ролях знялися Він Дізель, Азія Ардженто, Мартон Чокаш і Семюел Л. Джексон. У 2005 вийшло продовження фільму — «Три ікси 2: Новий Рівень», але вже без Віна Дизеля в головній ролі.
Прем'єра фільму «Три ікси» відбулася 9 серпня 2002 року в США та Канаді. В Україні фільм вийшов у прокат 20 вересня.
Теглайн фільму: «A New Breed Of Secret Agent».

## Анотація
Ксандер Кейдж — спортсмен-екстремал. Ця людина не тільки виконує унікальні смертельні трюки, але ще й записує їх на відео, розміщуючи записи на одному з підпільних сайтів. Цей хлопець може зробити те, що не здатний виконати жоден інший. Він не уявляє собі життя без смертельного ризику й азарту. Він нігіліст, зневажає суспільство споживання й живе тільки заради гострих відчуттів. Але його трюки часто привертають увагу поліції, і одного разу Кейджа арештовує один зі співробітників Агентства національної безпеки — Огастус Гіббонс. Агент Гіббонс тестує Кейджа на різні екстремальні ситуації аж до того, що десантує його в Колумбію на плантацію наркобарона. У підсумку Кейдж стає єдиним, хто пройшов усі випробування. Гіббонс ставить Кейджа перед вибором: відбувати термін за викрадення автомобіля, трюк і небезпечну їзду або виконати завдання АНБ. Оснащений найсучаснішою шпигунською технікою та зброєю, Кейдж повинен просочитися в кримінальні кола Анархії-99, злочинної групи з Праги. Ніщо не може перешкодити цьому шпигунові нового покоління «XXX» виконати свою місію, ніхто не здатний відволікти його від завдання. Ніхто, крім таємничої дівчини Олени.
Знімальний період: 26 листопада 2001 року — березень 2002.
Режисерська версія має хронометраж 132 хвилини.

## Сюжет
Секретний агент, виконуючи завдання в Чехії, вкрав чип. Втікаючи від переслідування, він гине, встигнувши передати Агентству національної безпеки один з фрагментів складної молекули сербського отруйного газу «Тиха ніч». Агент Огастус Гіббонс пропонує змінити тактику і відправити на завдання цивільного, який має достатні спортивні навички та досвід спілкування зі злочинцями, щоб не бути розкритим. «Кинути чергову мишку зміям або запустити гадюку побільше», — так висловився Гіббонс, відстоюючи свою ідею.
У заміський клуб в Сакраменто приїжджає сенатор Каліфорнії. Він просить відігнати свою машину (Corvette) і віддає ключі швейцару — Ксандеру Кейджу (Він Дізель). Сівши в машину, Кейдж викрадає її, щоб зняти божевільний відеоролик з трюком: втікаючи від поліції, він виїжджає на міст Форестхілл (найвищий міст у Каліфорнії) і стрибає з нього на машині, розігнавшись на трампліні. На півдорозі вниз він розкриває парашут, а машина падає в каньйон і розбивається. Вночі цього ж дня він повертається до себе додому, де на його честь влаштована вечірка і де зібралися шанувальники. Під час вечірки в будинок уломлється група захоплення (спецназ) і стріляє в нього дротиком з транквілізатором. Ксандер приходить до себе в якомусь кафе, де все виглядає дещо дивно: сидить поруч людина в рибальському костюмі нервово п'є каву, біржовий маклер ззаду читає Financial Times, а повна офіціантка ходить «на шпильках». Несподівано маклер і «рибалка» з поліцейською Береттою наказують всім лягти на підлогу і зображують пограбування. Ксандер ігнорує здійнявшийся шум, спокійно розбиває «рибалці» обличчя заварником з кавою і відбирає у маклера дробовик. Ззаду лунають оплески — це був Гіббонс. Не розуміючи, що відбувається, Ксандер влаштовує скандал, і офіціантка присипляє його дротиком з таким же транквілізатором. Знову Кейдж прокинувся лише в літаку разом з двома іншими «Зміями», що пройшли попередні випробування. Їх викидають з літака в Колумбії біля плантацій кокаїну місцевого наркобарона. Ксандер всіляко потішається над ним, вважаючи це черговим дешевим маскарадом, поки до його шиї не приставляють мачете, що пахне справжньою людською кров'ю. Він б'є наркобарона і намагається втікати, але в цей момент на плантацію здійснюють наліт колумбійська поліція та бійці спецпідрозділу США. Спроби сховатися залишаються марними: його і одного з учасників негласного змагання затримують. Вранці до місця спецоперації прибуває Гіббонс і пропонує Ксандеру роботу: вкорінитися в банду «Анархія-16» = Йорги у фільмі каже, що цифра 99 … дана на честь року, коли люди, що складають організацію, демобілізувалися з армії. У перекладі … чомусь фігурує назва «Анархія 16». Пояснюється це тим, що організація, мовляв, складається з 16 осіб, відплативши тим самим злочини, пов'язані з незаконними трюками. Згнітивши серце і не бажаючи втратити свободу, Ксандер погоджується.
Кейджа направляють до Чехії, де його зустрічає місцевий поліцейський. Удвох вони приходять в один з клубів, що належить Йорги — ватажкові банди, в яку потрібно вкорінитися Ксандеру. Спроба пройшла успішно: Ксандер здав Йорги і його супутникам поліцейського. Один із бандитів Йорги впізнає Кейджа — відомого в Західній півкулі трюкача на сноуборді, мотоциклі та інших засобах пересування. Таким чином Кейдж стає популярним у банді. Як привід для зустрічі за завданням Ксандер повинен був замовити у Йорги дорогі машини. Але, щоб його не запідозрили, він самовільно змінює список на значно дорожчі машини — він зажадав 9 Ferrari і один Pontiac на суму 1200000 доларів. Замовлення було виконано, але угоду мало не зірвав поліцейський, що невдало сховався, в якого Ксандеру довелося вистрілити, щоб врятувати від справжньої розправи (але насправді Ксандер вистрілив спеціальними холостими патронами). Так Ксандер отримав справжню довіру Йорги і став членом банди «Анархія-16». Він знайомиться з супутницею Йорги — Оленою, яка виявляється «забутим» агентом ФСБ. Перейнявшись один до одного довірою, вони зустрічаються в ресторані, де Ксандера ледь не застрелив з снайперської гвинтівки один з бандитів Йорги — Іржі (в англ.версії — Кирило). Виявляється, що виживший поліцейський здав Кейджа, зателефонувавши Йорги і той наказав Іржі знайти його. Олена допомогла Ксандерові втекти.
По дорозі Ксандера хапають агенти США і відвозять на зустріч з Гіббонсом. Ксандер вирішує допомогти Олені виплутатися до того, як її уб'ють під час планованої зачистки і потайки проникає в замок Йорги. Там він бачить, як бандити спускаються в підвал особняка і дізнається, що там ведуться роботи зі створення автономного човна «Ахаб» з ракетами, начиненими спеціальним отруйним газом «Тиха ніч». Ксандер, пробравшись в особняк, фотографує човен і поспішає сховатися. Втікши від погоні, він повертається додому, де його мало не вбиває поліцейський, який втратив роботу через все, що сталося. Ксандера рятує Олена, яка починає відчувати до нього романтичні почуття і просить його посприяти їй в еміграції до США. Вранці чеська поліція починає штурм особняка Йорги. Він в терміновому порядку призводить човен в бойову готовність, залишивши Іржі прикривати його відхід. Убивши Іржі і Йорги, Кейдж і Олена починають гонитву за човном «Ахаб», який повинен дати перший залп у центрі Праги. Герої їдуть за човном вздовж річки. Ксандер за допомогою гарпуна і парашута перестрибує на човен, витягує жорсткий диск з програмою управління «Ахаб» і топить його. Токсичний газ, що вивільнився при вибуху човна, миттєво розкладається у воді.
Після виконання завдання Кейдж і Олена відпочивають на Бора-Бора. Як заявлено в продовженні фільму, Ксандер Кейджа на цьому острові і вбиває.

## Цікаві факти
- На початку фільму протягом кількох хвилин звучить пісня Feuer frei! групи Rammstein до моменту, коли Йорги задуває полум'я в чарці абсента.
- Спочатку головна роль була запропонована Еріку Бані, але актор відмовився, віддавши перевагу австралійській комедії «Самородок» (2002).
- Значна частина трюків була виконана самим Вин Дизелем без залучення каскадерів.
- Пісня, про яку йдеться у фільмі («Америка за свободу, але цьому не вір…») — це пісня групи «The Vandals-Anarchy Burger» під назвою "Hold The Government ". Ксандер назвав її «Піснею вандалів».
- Під час вітальної вечірки серед гостей можна побачити культового скейтбордиста Тоні Гока. А трохи раніше він сидить за кермом машини з друзями Ксандера, і наказує їм зняти камери з палаючого «Корвета».
- Героя з банди Йорги, котрий впізнав Ксандера Кейджа, в оригіналі звуть Коля, і він — молодший брат Йорги.
- У театральній версії фільму, коли бандити і Ксандер заходять в замок Йорги, останній наспівує лайливу російську пісню. У відповідь Ксандер починає репетувати гімн Америки.
- Назва отруйного газу «Тиха ніч» — перша фраза широко відомої на заході різдвяної колискової.

## У ролях
| Актор               | Роль                                               |
| ------------------- | -------------------------------------------------- |
| Він Дізель          | Ксандер Кейдж (протагоніст) англ. Xander Cage, XXX |
| Семюел Л. Джексон   | агент Огастус Гіббонс англ. Augustus Gibbons       |
| Азія Ардженто       | Олена англ. Yelena                                 |
| Вільям Гоуп         | агент Роджер Доннен англ. Roger Donnan             |
| Мартон Чокаш        | Йорґі (антагоніст) англ. Yorgi                     |
| Майкл Руф агент     | Шеверс англ. Toby Lee Shavers                      |
| Річі Мюллер         | чеський поліцейський Мілан Сова англ. Milan Sova   |
| Вернер Даєн         | Кирило англ. Kirill                                |
| Ян Павло Філіпенскі | Віктор англ. Viktor                                |
| Петро Якл           | молодший брат Йорги англ. Kolya                    |
| Том Еверетт         | Дік Гочкіс, сенатор англ. Dick Hotchkiss           |
| Денні Трехо         | Наркобарон Ель Хефе англ. El Jefe                  |
| Ліндеманн Тілль     | камео                                              |